# 油鸱
，是单型科油鸱科中的唯一一种，为南美洲特有种。

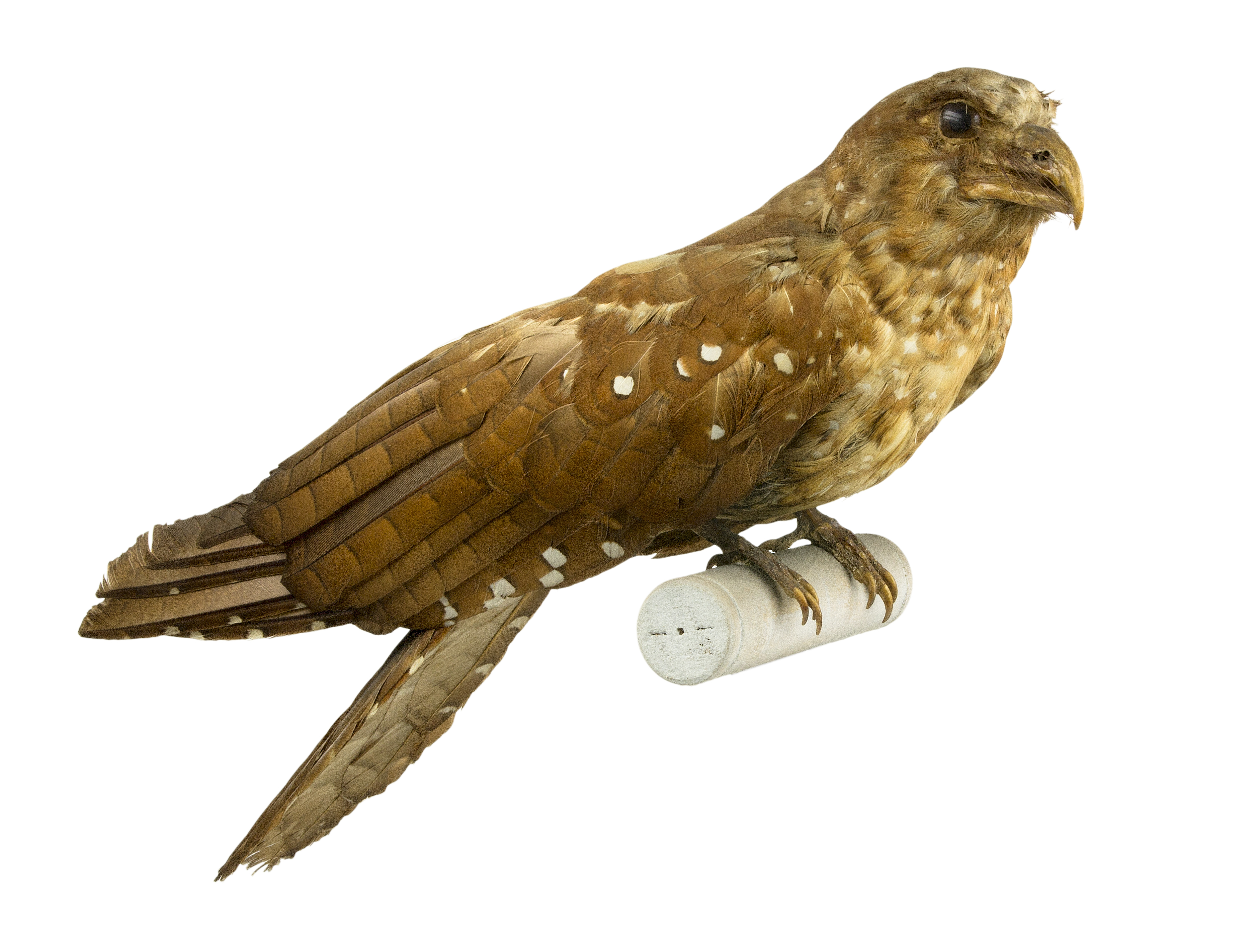
Steatornis caripensis

体长41–48厘米，双翼展开宽达0.91米。喙强壮有力，末端带钩。爪很小。通体大部分红棕色，颈背和翅膀带有白色斑点。栖息于洞穴中，拥有回声定位功能。夜行性，油夜鹰在其分布区内为留鸟，其栖息在密集的高大树木组成的森林中，主要以水果为食。
因为油鸱主要以油棕的果实为食,所以体内脂肪较多，特别是幼鸟体脂含量更高。所以南美当地的土著居民会在油鸱的繁殖季节大量捕捉油鸱幼鸟后煮制炼油，供照明使用。
油鸱科在分类上存在分歧，传统上被归类为夜鹰目，
IOC世界鸟类名录将其分为单独的油夜鹰目。